# Leon Horodischtsch
Leon Horodischtsch (geb. 1872 in Białystok; gest. 1940) war ein russischer jüdischer Händler, Bankier und Zionist.
Er arbeitete anfänglich in der Bank seines Vaters. Später gründete er in Brest-Litowsk eine eigene Bank. 1906 wurde er Vorsitzender einer Sparkasse (savings and loan society) in Brest-Litowsk. Horodischtsch nahm am ersten und allen weiteren Zionistenkongressen bis zum 1. Weltkrieg teil. 1920 machte er Alija nach Eretz Israel. Dort war er Manager bei der Bank Halva`ah ve-Hissakhon in Tel Aviv. Seine Erinnerungen an den ersten Zionistenkongress fasste er in seinem Buch Sefer ha-Congress zusammen.